# Urbanes Gebiet
Urbanes Gebiet ist im deutschen Bauplanungsrecht ein Baugebiet, welches nach § 6a der Baunutzungsverordnung (BauNVO) dem Wohnen sowie der Unterbringung von Gewerbebetrieben und sozialen, kulturellen und anderen Einrichtungen dient, die die Wohnnutzung nicht wesentlich stören. Im Gegensatz zum Mischgebiet muss die Nutzungsmischung nicht gleichgewichtig sein.
Die Gebietskategorie „Urbanes Gebiet“ wurde im Mai 2017 in die Baunutzungsverordnung eingeführt, um in städtischen Lagen eine höhere bauliche Dichte und andere Nutzungsmischung zu ermöglichen, als dies mit den bisherigen Kategorien wie dem besonderen Wohngebiet möglich war – auch als Reaktion auf die steigende Nachfrage nach Wohnraum in Städten. Die Kategorie entspricht dem „Leitbild einer Stadt mit kurzen Wegen, Arbeitsplätzen vor Ort und einer guten sozialen Mischung“.
Eine Besonderheit des Urbanen Gebiets ist die explizit in der BauNVO vorgesehene bedingungslose Möglichkeit zur Festsetzung unterschiedlicher Nutzungen für einzelne Geschosse. So ist es möglich, dass
- im Erdgeschoss an der Straßenseite eine Wohnnutzung nicht oder nur ausnahmsweise zulässig ist,
- oberhalb eines im Bebauungsplan bestimmten Geschosses nur Wohnungen zulässig sind,
- ein im Bebauungsplan bestimmter Anteil der zulässigen Geschossfläche oder eine im Bebauungsplan bestimmte Größe der Geschossfläche für Wohnungen zu verwenden ist, oder
- ein im Bebauungsplan bestimmter Anteil der zulässigen Geschossfläche oder eine im Bebauungsplan bestimmte Größe der Geschossfläche für gewerbliche Nutzungen zu verwenden ist.

In Urbanen Gebieten gilt durch eine Anpassung der TA Lärm tagsüber ein höherer Immissionsrichtwert von 63 dB(A) im Vergleich zu 60 dB(A) in Kern- oder Mischgebieten. Eine Änderung der DIN 18005 und weiterer Regelwerke wäre darüber hinaus erforderlich. Juristische Fachkreise hatten im Vorfeld die mangelnde Abstimmung des neuen Baugebietstyps mit anderen Vorschriften kritisiert.
Das Urbane Gebiet ist nach § 245c BauGB Abs. 3 von der Regelung zu faktischen Baugebieten in im Zusammenhang bebauten Ortsteilen nach § 34 BauGB ausgenommen.

## Zulässige Nutzungen
Allgemein zulässig sind im Urbanen Gebiet:
- Wohngebäude
- Geschäfts- und Bürogebäude
- Einzelhandelsbetriebe, Schank- und Speisewirtschaften sowie Betriebe des Beherbergungsgewerbes
- sonstige Gewerbebetriebe
- Anlagen für Verwaltungen sowie für kirchliche, kulturelle, soziale, gesundheitliche und sportliche Zwecke.